# باتكسي ساليناس
باتكسي ساليناس (بالإسبانية: Francisco 'Patxi' Salinas Fernández) هو مدرب كرة قدم ولاعب كرة قدم إسباني في مركز الدفاع، ولد في 17 نوفمبر 1963 في بلباو في إسبانيا. شارك مع منتخب إسبانيا تحت 18 سنة لكرة القدم ومنتخب إسبانيا تحت 21 سنة لكرة القدم ومنتخب إسبانيا تحت 23 سنة لكرة القدم ومنتخب إسبانيا لكرة القدم. أما مع النوادي، فقد لعب مع أتلتيك بيلباو ب وأتلتيك بيلباو وسيلتا فيغو.

## وصلات خارجية
- باتكسي ساليناس على موقع قاعدة بيانات كرة القدم.إي يو (الإنجليزية)
- باتكسي ساليناس على موقع ناشيونال فوتبول تيمز (الإنجليزية)
- باتكسي ساليناس على موقع عالم كرة القدم.نت (الإنجليزية)
- باتكسي ساليناس على موقع IMDb (الإنجليزية)
- باتكسي ساليناس على موقع كينوبويسك (الروسية)